# Верица Ракочевић
Верица Ракочевић (23. април 1948, Подујево) српска је модна креаторка и привредник.
Сматра се врхунским дизајнером Србије. Такође је стекла велику моћ и утицај у многим областима у европском свету моде, инпертицуларе часописима и модним медијима. У мају 2019. Ракочевићева је најавила да ће се повући са места креативног директора своје компаније како би помогла и менторисала каријеру свог сина Ненада и његов повратак у моду након што је неколико година паузе због личне породичне трагедије и бекства из земље 2014. након хапшења, провео је 88 дана у затвору. Ракочевићева је објавила књигу о достигнућима својих синова и објаснила како је хапшење било политички напад на њега и њену породицу.

## Каријера
Ракочевићева је своју модну каријеру започела отварањем бутика Ella у Београду 1983. Током 1997. је покренула је ВР компанију за парфеме и креме за лице. Затим је 1999. основала своју истоимену марку високе моде.
Излагала је на недељама моде у Риму, Милану, Лос Анђелесу, Москви, Атини, Бечу, Санкт Петербургу, Дубаију, Куби и Београду.
Њене колекције су инспирисане темама мира, цвета српска рамонда, и различитих емоционалних стања.
Моника Белучи је 2017. носила једну од Ракочевићевих хаљина на премијери филма у Београду. Српска глумица Слобода Мићаловић носи њене модне креације.
Била је главни и одговорни уредник српских часописа L’Officiel и Inspire, публикације коју води хотел Хајат. Њена фирма данас и даље производи парфеме, као што је Тибурон Азул, а такође производи и линије одеће за жене, мушкарце и децу.
Дизајнирала и произвела многе униформе које се носе у предузећима као што су Хотел Хајат Београд, Аеродром Београд, Комерцијална банка и Пиреус банка.

## Лични живот
Ракочевић је прво била у браку са Бораном Караманом са којим има кћи Елену Караман Карић, која се бави дизајном ентеријера. Њен други супруг био је Зоран Ракочевић са којим има сина Милорада и ћерку Милену.
Милена Ракочевић је фотографкиња која живи у Њујорку. Дизајнеркин син и прва ћерка обоје живе у Београду. Њен трећи супруг је композитор Вељко Кузманчевић. У браку су од 2003. године.
Ракочевића је заговорница ЛГБТ+ права и учествовала је на Паради поноса у Београду.